# 모크라 전투
모크라 전투(폴란드어: Bitwa pod Mokrą)는 1939년 9월 1일 체코슬로바키아-폴란드 국경으로부터 23km 떨어진 크워부츠크(Kłobuck)에서 북쪽으로 5km 떨어진 모크라 마을 근처에서 일어났다. 이 전투는 제2차 세계 대전 중 폴란드 침공의 첫 날 전투 중 하나이며, 폴란드가 승리한 전투 중 하나였다.

## 같이 보기
- 폴란드 기병